# Цветлин Йовчев
Цветлин Йовчев е български политик (вицепремиер, министър на вътрешните работи) и офицер (морски и по сигурността).

## Биография
Роден е на 7 май 1964 г. в Плевен. Завършва Висшето военноморско училище, Варна. Придобива образователно-квалификационна степен „магистър по икономика“ в Стопанския факултет на Софийския университет „Св. Климент Охридски“.
Започва кариерата си търговското корабоплаване от 1987 г. до 1992 г, и преминава в контраразузнаването – от 1993 г. работи в Национална служба „Сигурност“ (НСС), където последователно заема длъжностите началник на сектор, началник на направление и заместник-директор на НСС. Участва в подготовката на доклад, изброяващ 226 висши служители в администрацията подозирани в корупция, който става причина за значително реорганизиране на правителството на Иван Костов в края на 1999 година.
От създаването на Държавната агенция „Национална сигурност“ (наследнила НСС) работи в агенцията като главен директор на Главна дирекция „Контраразузнаване“. През октомври 2008 г. напуска ДАНС. От 10 август 2009 г. с Указ № 287 на президента на Република България по предложение на Министерския съвет с председател Бойко Борисов, Йовчев е назначен за председател на ДАНС.
От 29 май 2013 г. е министър на вътрешните работи в 92-рото правителство на България, като от 27 юни 2013 е назначен и за заместник министър-председател – на двата поста до 5 август 2014 г – назначаването на служебното Правителство на Георги Близнашки
Оттогава е доцент в катедра „Национална сигурност“ в Университета по библиотекознание и информационни технологии.